# Peter Hovmand
Peter Hovmand (født 31. januar 1974 i Gentofte) er en dansk-grønlandsk forfatter og fotograf. Søn af Estrella og Mads Hovmand. Desuden barnebarn af filminstruktøren Annelise Hovmand. Han er uddannet cand.mag. i litteraturvidenskab fra Københavns Universitet med fokus på nordisk, tysk og fransk litteratur.
Peter Hovmand gjorde igennem årene tjeneste som kampsoldat i fem forskellige regimenter: Fremmedlegionens 4° Regiment Etranger, faldskærmsregimentet 2° Regiment Etranger de Parachutistes, Dronningens Livregiment (nu nedlagt), Sjællandske Livregiment (nu nedlagt) og Den Kongelige Livgarde.
Han har i en årrække arbejdet som gymnasielærer og som IT-lærer.
Debuten som forfatter kom  i 1998 med erindringsbogen og bestselleren Til det yderste der handler om oplevelserne som rekrut i Fremmedlegionen. Bogen beskriver indgående det psykologiske pres som soldaterne bliver udsat for igennem længere tid.
I 2000 kom den skønlitterære debut i form af novellesamlingen Hen over jorden. Der er her tale om barske fortællinger om barndom og manddom, dyrekøbte erfaringer, skam, ydmygelse, sejr og triumf – og om at træffe det rigtige valg før det er for sent.
I 2001 var Peter Hovmand ude for en alvorlig ulykke, men efter længere tids genoptræning fik han udgivet romanen Soldatens dans i 2003. Her befinder hovedpersonen sig i Indokina, hvor vietnamesiske guerillagrupper kæmper for løsrivelse fra kolonimagten Frankrig. Den lille roman kredser om soldaternes mere eller mindre filosofiske overvejelser igennem forløbet.
I 2012 udkom novellesamlingen Ikke altid sådan her, efterfulgt af et analytisk, litterært essay, Knut Hamsuns oprør i 2013, omhandlende Nietzsches filosofiske betydning for Knut Hamsuns tidlige forfatterskab.
Det første større værk, romanen Grødhoved, udkom i 2014 og handler om en soldat, der bliver såret i Afghanistan og om hans lange vej tilbage til livet bagefter.
I 2022 udkom romanen Hypothalamus om menneskets skjulte vrede og aggressioner, og hvordan det kan styre udviklingen i en familie igennem tiden.
Derudover har Hovmand udgivet fotoessays som Storbyeremit (2022) og Strukturer og landskaber (2023), der afspejler hans dybe interesse for fotografi og bylandskaber.

## Andre bidrag
- Sværdet (2013) i antologien 'Rigtige guder gider ikke psykologi', Alfa - noveller
- Drømmenes verden (2012) i antologien '117 stemmer', Epigraf – essay
- Magtkampe i Kaj Munks Ordet (2010), online – essay
- Krigen som livsfilosofi – Ernst Jünger og Nietzsche[1], online - essay

## Priser og legater
- Statens Kunstråds arbejdslegat (2011-13)